# Ерік Олін Райт
Е́рік О́лін Райт (англ. Erik Olin Wright; нар. 9 лютого 1947, Берклі, Каліфорнія — 23 січня 2019, Мілвокі) — американський соціолог, дослідник соціальної стратифікації, представник аналітичного марксизму. Президент Американської соціологічної асоціації у 2012 році.

## Біографія
Народився в американській єврейській сім'ї. Двічі здобув ступінь бакалавра — 1968 року у Гарвардському коледжі та 1970 року в Коледжі Бейлліол Оксфордського університету. 1976 року здобув ступінь доктора філософії (PhD) в Каліфорнійському університеті в Берклі. З того часу був професором соціології в Університеті Вісконсин-Медісон.
4 січня 2019 року написав у своєму блозі, що за інформацією лікарів йому залишилося жити три-чотири тижні.

## Класова теорія Райта
Американський соціолог Ерік Олін Райт розвинув теоретичні засади, які багато в чому спираються на Маркса, але використовують і ідеї Вебера (Wright, 1978, 1985). Згідно з Райтом, існують три виміри контролю над економічними ресурсами в сучасному капіталістичному виробництві, й саме вони допомагають нам ідентифікувати основні класи, що існують сьогодні.
1. Контроль над інвестиціями або грошовим капіталом.
2. Контроль над фізичними засобами виробництва (земля або фабрики та установи).
3. Контроль над робочою силою.

Ті, хто належить до класу капіталістів, контролюють усі ці виміри в системі виробництва. Робітничий клас не контролює жодного. Але між цими головними класами є групи, становище яких набагато двозначніше. Це ті утворення, які Райт називає суперечливими класовими утвореннями, бо вони мають вплив на одні аспекти виробництва, але не можуть контролювати інші. Наприклад, «білі комірці» та професійні службовці мусять продавати свою робочу силу підприємцям, щоб добути собі засоби до прожитку так само, як це роблять ті, хто виконує ручну працю. Проте водночас вони мають більший контроль над умовами праці, ніж люди «в синіх комірцях». Райт називає класове становище таких працівників «суперечливим», тому що вони не є ані капіталістами, ані робітниками, які виконують ручну працю, проте мають деякі спільні ознаки і тих, і тих.

### Монографії
- The Politics of Punishment: A Critical Analysis of Prisons in America. New York: Harper & Row, 1973.
- Class, Crisis, and the State. London: New Left Books, 1978.
- Class Structure and Income Determination. New York: Academic Press, 1979.
- Classes. London: Verso Books, 1985.
- Class Counts: Comparative Studies in Class Analysis. Cambridge: Cambridge University Press, 1997.
- Envisioning Real Utopias, London: Verso, 2010.

### Колективні роботи
- Wright, Erik Olin, Janet C. Gornick, and Marcia Meyers. Gender Equality: Transforming Family Divisions of Labor. London: Verso, 2009. ISSN 9781844673261
- Fung, Archon, Erik Olin Wright, and Rebecca Abers, et al. . Deepening Democracy: Institutional Innovations in Empowered Participatory Governance. The real utopias project, 4. London: Verso, 2003. ISBN 978-1-85984-466-3
- Wright, Erik Olin. Approaches to Class Analysis. Cambridge, UK: Cambridge University Press, 2005. ISBN 978-0-521-60381-2

### Перекладені українською
- Клас має значення [Архівовано 7 січня 2019 у Wayback Machine.] // Спільне. — 2012, № 4.
- Політика покарання [Архівовано 23 вересня 2020 у Wayback Machine.] // Спільне. — 5.03.2013
- Життєздатні утопії [Архівовано 9 серпня 2020 у Wayback Machine.] // Спільне. — 15.06.2013
- Як бути антикапіталістом у XXI столітті [Архівовано 6 січня 2019 у Wayback Machine.] // Соціологія: теорія, методи, маркетинг. — 2016, № 4.